# Dunaszentbenedek
Dunaszentbenedek é um município da Hungria, situado no condado de Bács-Kiskun. Tem 23,24 km² de área e sua população em 2015 foi estimada em 777 habitantes.